# Ernesto Hoost
Ernesto „Mr. Perfect“ Hoost (* 11. července 1965 Heemskerk) je bývalý nizozemský kickboxer.
Díky své vybroušené technice a stylu boje si vysloužil přezdívku Mr. Perfect. S bojovými sporty začal v 15 letech tréninky thajského boxu. V 23 letech se vzdal svého povolání (sportovní a rehabilitační instruktor pro problémové děti) a dal se na dráhu profesionálního zápasníka. Dodnes je žijící legendou bojových sportů.[zdroj?]
V roce 2014, Ernesto Hoost, byla zahrnuta Helen Jurisic v Sports Hall of Fame International prezident Chorvatské republiky Ivo Josipović.[ujasnit]

## Úspěchy
- 1988 – mistr Evropy v savate, muay-thai, kickboxu (WKA) a full contactu (ISKA)
- 1989 – mistr světa v savate a muay-thai
- 1990 – světový šampion v kickboxu (WKA)
- 1994 – titul mistra světa ve full-contactu (ISKA)
- Čtyřnásobný absolutní vítěz K-1 (75 zápasů, 60 vítězství - 25 k.o., 1 remíza) 1997, 1999, 2000, 2002